# Reach Out To Asia
Reach Out To Asia（簡稱ROTA，又譯作「走向亞洲」或「援助亚洲」）是位於卡達的一個非營利組織，戮力於提供泛亞洲內處於危難環境的孩童優良的初等與中等教育，進而協助在地社區自力更生。此組織建立於2005年12月，由當時的卡達王儲塔米姆·本·哈邁德·阿勒薩尼的資助與經營主持。ROTA 的願景是世界上所有年輕人都能夠獲得他們需要的教育，以讓他們發揮完全的潛力，進而建設自己的社區。Reach Out To Asia 與家長、志工以及在地社區營造組織攜手合作，盡力確保在亞洲以及世界上遭遇急難的人們，都能持續不斷的接受適才適所且高品質的初等及中等教育。
ROTA是屬於一個私人成立且具慈善性質的非營利組織，為「教育、科學與社區發展的卡達基金會（Qatar Foundation for Education, Science, and Community Development）」底下的一個分支組織。ROTA之下又分為兩個區塊來運作，一是ROTAQ，其主要運作區域侷限在卡達；一是ROTAsia，此區塊則負責泛亞洲以及中東的各類推廣計畫。ROTA對於需要即刻行動，支援其教育業務的國家，進行了許多的專案計畫。現在共有10個國家被ROTA視為優先要務：阿富汗、孟加拉、柬埔寨、印尼、伊拉克、黎巴嫩、尼泊爾、巴基斯坦、巴勒斯坦、以及葉門。這些國家之中，有部分是全世界最貧困的國家，也有的國家則是近年遭受到了嚴重的戰亂或自然災害。
2011年6月，ROTA與跨機構危境教育網路（Inter-Agency Network for Education in Emergencies，INEE）合作，開始將機構對話與訓練工具翻譯成阿拉伯文。此項名稱為「INEE 阿語社群：支援在危境下預備、反應、並恢復高品質教育的阿拉伯世界（INEE Arabic Language Community: Supporting Quality Education in Emergency Preparedness, Response, and Recover in the Arabic-Speaking World）」的專案，其成立目的是為了確保中東的社群能夠更容易使用INEE的工具與資源。
2013年7月，ROTA與iEARN合作，舉辦了國際教育資源網學會第20屆的全球年會暨第17屆青年高峰會，來自世界60餘國的老師與學生，超過500位參與者在為期一週的時間之中，齊聚於卡達國家會議中心（Qatar National Convention Center，QNCC）分享針對資訊科技對教育上的影響以及具體的專案實例與經驗。